# Cnemodinus testaceus
Cnemodinus testaceus is een keversoort uit de familie zwartlijven (Tenebrionidae). De wetenschappelijke naam van de soort is voor het eerst geldig gepubliceerd in 1870 door George Henry Horn.